# Dinh thự Winchester
Dinh thự Winchester (tên gốc tiếng Anh: Winchester) là một bộ phim điện ảnh kinh dị siêu nhiên năm 2018 do Michael và Peter Spierig đạo diễn, và với phần kịch bản được chấp bút bởi chính bộ đôi Spierig cùng với Tom Vaughan. Bộ phim có sự tham gia của nữ diễn viên Helen Mirren trong vai nữ thừa kế Sarah Winchester, cùng với Jason Clarke và Sarah Snook, với nội dung xoay quanh nhân vật Winchester khi bà bị ám bởi những linh hồn trong biệt thự San Jose năm 1906.
Là một bộ phim do Mỹ và Úc hợp tác sản xuất, Dinh thự Winchester đã được phát hành tại Hoa Kỳ vào ngày 2 tháng 2 năm 2018 và tại Úc vào ngày 22 tháng 2 năm 2018. Tại Việt Nam, phim được khởi chiếu vào ngày 9 tháng 3 năm 2018. Phim nhận được nhiều nhận xét tiêu cực từ giới phê bình, nhiều ý kiến gọi nó là "ngớ ngẩn" và "vô nghĩa" thu về 33 triệu USD trên toàn thế giới.

## Nội dung
Sarah Winchester là vợ góa của nhà sản xuất súng danh tiếng William Wirt Winchester. Cái chết đột ngột của chồng bà và cái chết của con họ Annie đã khiến bà đau khổ. Sau khi nhận được hơn 20 triệu đô la tiền thừa kế, Winchester thuyết phục mình rằng cô bị nguyền rủa bởi những bóng ma của những người chết vì tay súng của Winchester. Sau khi tìm kiếm lời khuyên từ phương tiện truyền thông, bà bắt đầu xây dựng một biệt thự khổng lồ dường như không bao giờ kết thúc ở San Jose, California cuối cùng sẽ được đặt tên là ngôi nhà bí ẩn Winchester. Ngôi nhà được xây dựng liên tục và Marion Marriott của Sarah sống cùng với con trai Henry. Vào ban đêm, Henry bị chiếm hữu bởi một thực thể bí ẩn.
Đó là năm 1906, công ty Winchester thuê bác sĩ Eric Price ở lại nhà và đánh giá Sarah, tin rằng cô ấy không thích hợp về mặt tinh thần để vẫn phụ trách công ty. Eric đang đau buồn vì cái chết của vợ ông Ruby và phụ thuộc vào ma túy. Ông đến nhà và có một tầm nhìn ma mà ông tin là một tác dụng phụ của các loại ma túy ông đã thực hiện. Sau đó, anh ta nhìn thấy một con ma ở tầng hầm và chứng kiến một tên Henry đang nhảy ra khỏi mái nhà. Eric cứu anh ta.
Ngày hôm sau, Eric bắt đầu thực hiện giám định tâm thần của Sarah. Sarah thừa nhận bà sợ ma và tin rằng bà có thể giúp họ tiếp tục. Bà tiết lộ rằng bà biết về vấn đề ma túy của Eric và tịch thu chúng. Đêm đó, Eric chứng kiến một Sarah dường như đang phác thảo một thiết kế cho một căn phòng mới. Anh giật mình bởi một thực thể hồn ma và trốn thoát khỏi phòng mình. Ngày hôm sau, Sarah nói với Eric rằng bà giữ hồ sơ của những người bị giết bởi những khẩu súng Winchester. Người ta tiết lộ rằng Eric đã thực sự bị bắn và giết chết bởi một khẩu súng trường Winchester trước khi được hồi sinh, và ông giữ đạn với anh ta. Sarah giải thích làm thế nào để việc đóng 13 chiếc dinh giúp niêm phong các linh hồn ma trong phòng.
Một người bị ám sát Henry cố gắng giết Sarah bằng súng trường nhưng bị Eric và Marion ngăn cản. Nhận ra tinh thần của bạo lực như thế nào, Sarah đã đưa nhân viên của mình đi và quyết định tự loại bỏ hồn ma khỏi nhà mình. Eric gặp một người quản gia, người tiết lộ mình là một con ma. Ông và Sarah xác định con ma là Benjamin Block, một chiến sĩ Quân đội Liên minh, đã mất hai anh em của mình trong cuộc nội chiến Mỹ, bị giết bởi súng trường Winchester. Một Ben bị thương đã tiến tới để bắn một văn phòng của Winchester, giết chết các công nhân trước khi bị cảnh sát bắn chết. Ben là người có Henry; phòng được xây dựng với súng Winchester là căn phòng nơi ông bị bắn chết.
Trận động đất San Francisco 1906 xảy ra, tàn phá ngôi nhà và tách Eric và Sarah. Trong sự hỗn loạn, một người bị ám sát Henry trốn thoát khỏi căn phòng của mình và bị đuổi bởi Marion. Eric gặp nhiều con ma trước khi nhìn thấy ma của Ruby. Nó được tiết lộ rằng Ruby đã bị bệnh tâm thần và bị chẩn đoán sai bởi Eric. Eric không ổn định bắn Eric trước khi tự tử bằng súng trường. Ma quỷ của Ruby thoải mái Eric, truyền cảm hứng cho anh ta để giúp Sarah. Eric đoàn tụ với Sarah và họ đã có thể bẫy Ben trong phòng. Marion và Henry đang đứng cạnh anh em của Ben. Ben cố gắng giết Sarah, nhưng cả hai nhận ra rằng Ben đang sợ viên đạn mà Eric đang giữ. Eric đã có thể nhìn thấy bóng ma trong nhà vì anh ta đã từng chết vì viên đạn đó. Eric sử dụng viên đạn trong khẩu súng trường mà Ben đã sử dụng trong vụ bắn súng và bắn chết anh ta. Henry và Marion được cứu và những linh hồn khác trở về phòng của họ.
Eric đã báo cáo rằng Sarah có thần kinh bình thường, cho phép bà nằm giữ quyền kiểm soát công ty. Sarah tuyên bố ý định của mình xây dựng thêm phòng để giúp đỡ nhiều hồn ma hơn. Khi ngôi nhà đang được sửa chữa, một cái đinh rơi ra khỏi một trong những bảng niêm phong một hồn ma trong một căn phòng.

## Diễn viên
- Helen Mirren vai Sarah Winchester
- Jason Clarke vai Eric Price
- Sarah Snook vai Marian Marriott
- Finn Scicluna-O'Prey vai Henry Marriott
- Angus Sampson vai John Hansen
- Laura Brent vai Ruby Price
- Tyler Coppin vai Arthur Gates
- Eamon Farren vai Benjamin Block